# Utricularia endresii
Utricularia endresii — вид рослин із родини пухирникових (Lentibulariaceae).

## Середовище проживання
Цей вид має широке поширення в Коста-Риці, Панамі та Колумбії, а також поширюється в Еквадорі.
Цей вид переважно росте як епіфіт на вкритих мохом деревах у гірських лісах; на висотах від 0 до 2500 метрів.

## Використання
Цей вид є популярним предметом для вирощування серед ентузіастів роду. У минулому його збирали з дикої природи для торгівлі. Однак ця практика більше не розглядається як суттєва загроза. Поточна торгівля незначна.